# Hemikyptha scutelligera
Hemikyptha scutelligera är en insektsart som beskrevs av René-Primevère Lesson 1832. Hemikyptha scutelligera ingår i släktet Hemikyptha och familjen hornstritar. Inga underarter finns listade i Catalogue of Life.